# All Too Well: The Short Film
All Too Well: The Short Film ist ein melodramatischer Liebeskurzfilm, der 2021 unter der Regie der US-amerikanischen Sängerin und Songwriterin Taylor Swift erschien. Sowohl die Handlung als auch der Titel basieren auf der nur knapp kürzeren Version ihres Liedes All Too Well (10 Minute Version) (Taylor’s Version), welches ebenfalls 2021 mit dem neu eingespielten Album Red (Taylor’s Version) erschien. Der Film zeigt Sadie Sink und Dylan O’Brien, deren zunächst glückliche Liaison langsam zerbricht. Produziert wurde der Film von Saul Projects und Taylor Swift Productions. Er wurde – zeitgleich mit der Veröffentlichung ihres Albums Red (Taylor’s Version) – erstmalig am 12. November 2021 in ausgewählten Kinos von Universal Pictures uraufgeführt und erschien wenig später unter anderem auf YouTube.
All Too Well: The Short Film ist nach dem Dokumentar-Konzertfilm Folklore: The Long Pond Studio Sessions (2020) der zweite Film, für den Swift die Regie führte. Die Uraufführung fand in Kinos von AMC Theatres am Lincoln Square in New York City statt, gefolgt von einigen Aufführungen in weiteren Großstädten. 2022 wurde der Film erneut auf dem Tribeca Film Festival und erstmalig in 35 mm auf dem Toronto Film Festival gezeigt. Der Film erhielt viel Lob – insbesondere für die Regie, die Kinematographie und die Besetzung. Er erhielt fünf Nominierungen bei den MTV Video Music Awards 2022 und gewann in drei Rubriken: Video of the Year, Best Long Form Video und Best Direction. Damit wurde Swift zur ersten Person, die den Video of the Year-Award dreimal erhielt (zuvor für Bad Blood (2015) und You Need To Calm Down (2019)).

## Synopse
“I want [the film] to be like we’re watching a person lose an element of innocence and naivete. We’re watching her figure out how to turn it into something beautiful. In the older Her there’s a stillness and a stoicism and a seriousness, and a stillness – but a sadness. She’s fine but she’s not who we met. […] So it’s just sort of one of those things of what’s lost and what’s found and, like, we’re watching a person come of age.”

„Ich möchte, dass [der Film] so aufgebaut ist, dass wir einer Person dabei zusehen, wie sie ein Element der Unschuld und Naivität verliert. Wir sehen, wie sie herausfindet, wie sie das in etwas Schönes verwandeln kann. In der älteren Sie herrscht eine Stille und einen Stoizismus und eine Ernsthaftigkeit, und eine Stille – aber auch eine Traurigkeit. Es geht ihr gut, aber sie ist nicht die, die wir trafen. [...] Es ist also eines dieser Dinge, bei denen es darum geht, was man verloren und was man gefunden hat, und wir sehen, wie eine Person erwachsen wird.“

All Too Well: The Short Film wird mit dem Zitat „Love is so short, forgetting is so long“ aus dem ursprünglich spanischen Gedicht TonightICan Write von Pablo Neruda eröffnet. Der Film zeigt die zum Scheitern verurteilte Beziehung zweier Liebenden, unter anderem wegen des Altersunterschieds zwischen den beiden Protagonisten. Der Kurzfilm basiert auf der zehnminütigen Version des Liedes All Too Well (2021) von Taylor Swift und wird – von einem emotionalen Konfliktdialog abgesehen – beinahe vollständig von dem Lied musikalisch begleitet. Die weibliche Protagonistin repräsentiert Taylor Swift in einem jüngeren Alter, während der männliche Protagonist das behandelte Thema darstellt. Der knapp fünfzehnminütige Kurzfilm wurde in sieben Kapitel unterteilt.

## Handlung
Das erste Kapitel (An Upstate Escape) beginnt mit den beiden Protagonisten, die Arm in Arm und einander zugewandt im Bett liegen. Die Titelsequenz setzt ein und die beiden Protagonisten fahren – nachdem sie ihren roten Schal im Haus seiner Schwester abgelegt hat – mit einem alten Mercedes aus dem Jahr 1989 in den Norden New Yorks, um spazieren zu gehen.
Mit dem zweiten Kapitel (The First Crack In The Glass, deutsch: „Der erste Sprung im Glas“) wendet sich der Verlauf der glücklichen Beziehung während eines Abendessens, als er seine Freundin ignoriert, die sich zunehmend unwohl fühlt, und er sich stattdessen seinen Freunden zuwendet. Nach einem kurzen Rückblick folgt ein emotionales Streitgespräch zwischen den beiden Partnern, in welchem er sich besonders ignorant verhält und die Schuld auf sie verweist. Um den Streit zu beenden, entschuldigt er sich und beginnt sie zu küssen. Das Paar tanzt durch die vom Kühlschrank beleuchtete Küche und das nächste Kapitel Are You Real? beginnt.
Obwohl die Beziehung zwischen den beiden Protagonisten in diesem Kapitel erneut als glücklich dargestellt wird, wendet sich dies wieder mit dem nächsten Kapitel: The Breaking Point. Dort beendet der Protagonist die Beziehung zwischen den beiden und hinterlässt sie mit gebrochenem Herzen. Sie liegt weinend in ihrem Bett, ignoriert seine Anrufe und beginnt stattdessen, Texte an einer Schreibmaschine zu formulieren. Dazu wird sie in Rückblicken auf Partys und an ihrem 21. Geburtstag von ihm alleingelassen gezeigt.
Im Folgekapitel The Reeling ist weiterhin die Protagonistin zu sehen, die sich durch schlaflose Nächte und Tränen schleppt, bis das nächste Kapitel – The Remembering – beginnt. Der Protagonist läuft alleine durch dunkle Straßen Brooklyns und erinnert sich an die glückliche Zeit mit ihr zurück.
Das letzte Kapitel Thirteen Years Gone spielt dreizehn Jahre später und zeigt die Protagonistin, die (mit der Schreibmaschine im Vordergrund) ihr Haus verlässt und in einer Buchhandlung erscheint. Dort präsentiert sie vor reichlichem Publikum ein blaues Buch mit dem Titel All Too Well und liest daraus vor. Die Kamera wechselt nach draußen, wo er nun im rieselnden Schnee mit ihrem alten roten Schal am Fenster steht und hineinblickt.

## Besetzung
- Sadie Sink als die weibliche Protagonistin
- Taylor Swift als die weibliche Protagonistin im letzten Kapitel (13 Jahre später)
- Dylan O’Brien als der männliche Protagonist
- Jake Lyon als der männliche Protagonist im letzten Kapitel
- Shawn Levy als der Vater der Protagonistin

## Produktion
Swift gab an, dass der Kurzfilm von der Kamerafrau Rina Yang mit einem 35-mm-Film gedreht worden sei. Yang verwendete dabei eine Arriflex 235 als Handkamera und Steadicam und eine Panavision MXL als Dolly-Kamera mit einem 11:1 Primo-Zoom und weiteren Panavision Primo-Objektiven. Außenszenen drehte sie auf Kodak Ektachrome-Filmen, welche sie auch für die HBO-Serie Euphoria verwendete. Swift erklärte, sich von mehreren Filmen von Barbara Stanwyck – insbesondere Stella Dallas (1937) – inspiriert gelassen zu haben.

„I like working with friends or people who I think would be excited about working with me. […] I’ve never made a short film before. I needed to reach out to people who would maybe believe that I was capable with it. I’m just blown away by what they did – they went out and left it all on the field.“

„Ich arbeite gerne mit Freunden oder Leuten, von denen ich glaube, dass sie sich über eine Zusammenarbeit mit mir freuen würden. […] Ich habe noch nie einen Kurzfilm gemacht. Ich musste Leute finden, die mir das zutrauen würden. Ich bin einfach überwältigt von dem, was sie gemacht haben – sie sind rausgegangen und haben alles auf dem Feld gegeben.“

Swift zufolge besetzte sie Sadie Sink und Dylan O’Brien, weil sie sich keine anderen Schauspieler in ihren Rollen vorstellen konnte. Während ihres Auftritts in der Late-Night-Show mit Seth Meyers erwähnte Swift ihre Begeisterung für O’Briens Arbeit und dass sie den Kurzfilm nie gedreht hätte, hätte Sink nicht zugesagt.
Sink hingegen gab an, Swifts Angebot ohne zu zögern akzeptiert zu haben, da sie selber ein Fan Swifts Arbeit sei und daran interessiert war, neben ihrer Rolle als Max Mayfield aus Stranger Things eine reifere Rolle zu spielen. Swift berichtete, dass die Leidenschaft zwischen Sink und O’Brien so „elektrisch“ und ausgeprägt gewesen sei, dass sie die Kamera nicht von ihnen weg richten konnten. Sie verriet außerdem, dass vieles, was die beiden Hauptdarsteller taten, improvisiert gewesen war.
Am 8. Dezember erschien ein sechsminütiges Behind the Scenes, welches Eindrücke über Swifts Arbeit als Regisseurin gewährt. Es zeigte, wie Sink und O’Brien scheinbar fähig waren, auch kurzfristige Anweisungen Swifts nahezu spontan umzusetzen. Swift selber äußerte sich bezüglich ihrer Vorstellungen meistens überaus präzise.

## Veröffentlichung und Promotion
Im September 2021 kündigte Swift die Neueinspielung ihres vierten Studioalbums Red für den 12. November 2021 an. Red (Taylor’s Version) beinhaltet unter anderem die ungekürzte Version von All Too Well, welche als zehnminütiger Bonustrack – All Too Well (10 Minute Version) (Taylor’s Version) (From The Vault) – veröffentlicht wurde. Am 5. November publizierte Swift einen Teaser, welcher bereits die Namen der Darsteller offenbarte und eine von herbstlichen Bäumen umgebene Straße zeigte, die von einem Oldtimer befahren wurde. All Too Well: The Short Film sei eine dramatisierte Darstellung der im Song beschriebenen Geschehnisse. Er handele von einer aufgeweckten, neugierigen jungen Frau, die am Ende völlig neben sich stehe, so Swift. Sie sagte auch, der Film sei ein Ausdruck ihrer Dankbarkeit gegenüber ihren Fans, die All Too Well bereits bei der Erstveröffentlichung favorisiert hatten.

### Premiere
Die Weltpremiere des Films fand in Kinos von AMC Theatres am Lincoln Square in New York City statt. Unter den Zuschauern befanden sich unter anderem Taylor Swift persönlich, sowie Sadie Sink, Dylan O’Brien, etliche Journalisten (darunter einige Film- und Musikkritiker) und eigenausgewählte Fans. Alle Zuschauer erhielten ein Filmplakat mit Swifts Unterschrift sowie eine Verpackung bedruckter Taschentücher. Nach der Filmpräsentation führte Swift die zehnminütige Version des Liedes All Too Well auf. 19 Stunden nach der Veröffentlichung ihres Albums Red (Taylor’s Version) wurde der Kurzfilm auf YouTube veröffentlicht. Des Weiteren fanden kurzzeitig Filmaufführungen in Kinos weiterer Großstädte statt.

### Filmfestivals
Am 11. Juni 2022 wurde der Film beim Tribeca Film Festival am Beacon Theatre in New York City aufgeführt. In einem Interview mit dem US-amerikanischen Regisseur Mike Mills diskutierte Swift die Umsetzung des Films. Ebenfalls anwesend waren Sink und O’Brien, welche sich über ihre Charaktere äußerten.
Am 9. September 2022 wurde der Film erstmalig in seiner 35-mm-Version auf dem Toronto International Film Festival im TIFF Bell Lightbox gezeigt. In einem Gespräch mit Cameron Bailey, dem CEO des Festivals, erklärte Swift den Filmprozess sowie visuelle Aspekte der Begleitmusik.

## Rezeption

### Kritiken
„All Too Well: The Short Film is a bold, brilliant work that illustrates the ongoing maturation of Swift as more than a singer-songwriter. She’s an impeccably gifted storyteller with her detail-oriented narratives.“

„All Too Well: The Short Film ist ein kühnes, brillantes Werk, das die fortschreitende Reifung von Swift zu mehr als einer Singer-Songwriterin illustriert. Mit ihren detaillierten Erzählungen ist sie eine begnadete Geschichtenerzählerin.“

All Too Well: The Short Film genießt insgesamt hohe Anerkennung. Rolling-Stone-Autorin Brittany Spanos bezeichnete den Kurzfilm als „dramatisch und bewegend“. Dem Filmkritiker Matthias Hopf zufolge sei der Kurzfilm eine „aufregende und eine großartige Erweiterung ihrer Musik“. Variety-Autor Ramin Setoodeh verglich den Kurzfilm mit einem „Musikvideo auf Steroiden, welches auf einen Noah-Baumbach-Film trifft“ (ursprünglich: „All Too Well: The Short Film is like a music video on steroids meets a Noah Baumbach movie“). Der Kurzfilm unterstreiche die emotionale Kraft Swifts Erzählungen mit „elektrisierenden Leistungen“ von Sink und O’Brien, schrieb Rhian Daly im britischen Magazin NME. Shane Romanchick teilte im Online-Magazin Collider mit, der Kurzfilm verdeutliche, wie Beziehungen mit all ihren schmerzhaften und rosigen Momenten dazu beitragen, bessere Menschen zu werden. Ryan Louis Mantilla fügte dem bei, dass Sink und O’Brien durch ihre emotionale Darbietung Swifts Charaktere zum Leben erwecken würden und dadurch eine unglaubliche Geschichte über die Liebe, Macht und Herzschmerz übermitteln sollen.
In einer Rezension für die australische Zeitung The Sydney Morning Herald lobte Karl Quinn die „herrlich klischeehafte Darstellung der Romantik“ im Stil von Wie ein einziger Tag sowie Swifts Regie und die fein abgestimmten Leistungen von Sink und O’Brien. Der Filmkritiker Steve Pulaski beschrieb den Kurzfilm als ein brillantes Werk, das die fortschreitende Reifung von Swift zu mehr als einer Singer-Songwriterin illustriere, und bezeichnete sie als eine begabte Geschichtenerzählerin mit detaillierten Erzählungen. Er lobte auch Rina Yangs „wunderschön herbstliche“ Filmaufnahmen.
In der Zeitschrift Vogue lobte Sarah Spellings besonders den Streitdialog inmitten des Filmes: „It felt less like a real fight and more like how you describe a fight to your friends later. In other words, it was a depiction of how a fight feels“ (deutsch: „Es fühlte sich weniger wie ein echter Streit an, sondern eher so, wie man seinen Freunden später von einem Streit erzählt. Mit anderen Worten: Es war eine Darstellung dessen, wie sich ein Streit anfühlt“). Auch Patrick Ryan von USA Today lobte das Werk und beschrieb den Dialog als „besonders herzzerreißend“. In Comic Book Resources befürwortete Renaldo Matedeen die großartige Kameraführung und das „clevere Filmtempo“, kritisierte aber, dass Swifts Erscheinung als ältere Sink das künstlerische Filmambiente beeinträchtige.
All Too Well: The Short Film erhielt eine Bewertung von 8,4 von 10 auf IMDb und 6,4 von 10 auf Moviepilot. (Stand: 1. November 2022) Zudem genoss der Film bis zu seiner Ablösung durch Parasite (2019) die höchste Filmbewertung auf der Online-Plattform Letterboxd.

### Kommerzieller Erfolg
Der Kurzfilm wurde kurzzeitig in ausgewählten Kinos weniger Großstädte aufgeführt. Nach der Veröffentlichung auf YouTube landete der Film mit 14 Millionen Aufrufen auf Platz eins der YouTube-Trends. Innerhalb von drei Tagen stiegen die Aufrufe auf 32 Millionen. Mit Hilfe des Films schaffte es das zugehörige Lied All Too Well (10 Minute Version) als längstes Lied an der Spitze der Billboard-Hot-100-Charts einzusteigen. Inzwischen wurde das zugehörige YouTube-Video mehr als 75 Millionen Mal aufgerufen.

## Auszeichnungen
All Too Well: The Short Film hat in verschiedenen Bereichen Auszeichnungen erhalten. Bei den MTV Video Music Awards 2022 wurde der Kurzfilm in fünf Kategorien nominiert, darunter Swifts fünfte Nominierung für den Video of the Year-Award. Dazu wurde der Kurzfilm für die Auszeichnung als Best Longform Video nominiert und gewann in beiden Kategorien. Swift selber erhielt eine Auszeichnung als Best Direction („Beste Regie“). Swift war damit die erste Künstlerin, die dreimal den Video of the Year-Award gewann und die erste Künstlerin, die diese Auszeichnung für ein Video unter Eigenregie erhielt. Ansonsten war der Kurzfilm in den Kategorien Best Cinematography und Best Editing nominiert.
| Auszeichnung                              | Datum             | Kategorie                                          | Empfänger                                  | Resultat  | Ref           |
| ----------------------------------------- | ----------------- | -------------------------------------------------- | ------------------------------------------ | --------- | ------------- |
| NME Awards                                | 2. März 2022      | Best Music Video                                   | Taylor Swift                               | Nominiert | [ 43 ]        |
| Art Directors Guild Awards                | 5. März 2022      | Excellence in Production Design for a Music Video  | Ethan Tobman, Mila Khalevich, Emil Pilosov | Gewonnen  | [ 44 ]        |
| Short Shorts Film Festival & Asia         | 7. Juni 2022      | Global Spotlight Award                             | Swift                                      | Nominiert | [ 45 ] [ 46 ] |
| Set Decorators Society of America Awards  | 2. August 2022    | Best Achievement in Decor/Design of a Short Format | Tobman, Khalevich                          | Nominiert | [ 47 ]        |
| MTV Video Music Awards                    | 28. August 2022   | Video of the Year                                  | Swift                                      | Gewonnen  | [ 48 ] [ 49 ] |
| MTV Video Music Awards                    | 28. August 2022   | Best Longform Video                                | Swift                                      | Gewonnen  | [ 48 ] [ 49 ] |
| MTV Video Music Awards                    | 28. August 2022   | Best Direction                                     | Swift                                      | Gewonnen  | [ 48 ] [ 49 ] |
| MTV Video Music Awards                    | 28. August 2022   | Best Editing                                       | Ted Guard                                  | Nominiert | [ 48 ] [ 49 ] |
| MTV Video Music Awards                    | 28. August 2022   | Best Cinematography                                | Rina Yang                                  | Nominiert | [ 48 ] [ 49 ] |
| UK Music Video Awards                     | 27. Oktober 2022  | Best Cinematography in a Video                     | Yang, Swift                                | Nominiert | [ 50 ] [ 51 ] |
| MTV Europe Music Awards                   | 13. November 2022 | Best Video                                         | Swift                                      | Gewonnen  | [ 52 ]        |
| MTV Europe Music Awards                   | 13. November 2022 | Best Longform Video                                | Swift                                      | Gewonnen  | [ 52 ]        |
| American Music Awards                     | 21. November 2022 | Favorite Music Video                               | Swift                                      | Gewonnen  | [ 53 ]        |
| Grammy Awards                             | 5. Februar 2023   | Song Of The Year                                   | Liz Rose, Swift                            | Nominiert | [ 54 ]        |
| Grammy Awards                             | 5. Februar 2023   | Best Music Video                                   | Swift                                      | Gewonnen  | [ 54 ]        |
| Hollywood Critics Association Film Awards | 24. Februar 2023  | Best Short Film                                    | Swift                                      | Gewonnen  | [ 55 ]        |